# 野山北公園プール
野山北公園プール（のやまきたこうえんプール）は、東京都武蔵村山市本町にあり夏季にオープンする野外型プール施設。

## 施設概要
- 所在地：東京都武蔵村山市本町5-31-1

## 施設の案内
- 25mプール（6コース、長さ25m・幅13m・水深1.0-1.3m）
- 幼児用プール（長さ13m・幅13m・水深0.37-0.60m）
- 更衣室兼ロッカー(570人分)
- 管理棟

## 利用時間と料金
7/10（開催日）～7/13：13：00～17：30
7/14～8/31：10：00～17：30
- 大人：二時間　50円
- 小人：二時間　20円（小学生以下）

## 開催日
- 年度により異なるが7/10～8/31が一般的。
- 尚、水の入れ変え作業、市の花火大会の日は例年休みである。

## アクセス
「かたくりの湯」バス停（徒歩3分）
- 武蔵村山市内循環バス（MMシャトル）
  - 上北台ルート：上北台駅／総合体育館行（日中のみ）
  - 玉川上水ルート：イオンモールむさし村山・村山団地経由 玉川上水駅行（日中のみ）

「横田」バス停（徒歩15分）
- 立川バス
  - 立11-1系統：三ツ藤住宅／砂川三番経由 立川駅北口行
  - 立12-1・立12-2系統：箱根ケ崎駅／砂川三番経由 立川駅北口行
  - 立10-1系統：岩蔵街道入口／砂川三番経由 立川駅北口行※本数少、営業所行は深夜のみ
- 都営バス
  - 梅70系統：箱根ヶ崎経由 青梅車庫／東大和市駅・新小平駅経由 小平駅・柳沢駅行き

「武蔵村山市役所」バス停（徒歩17分） 
- 西武バス
  - 立37系統：イオンモール／東大和市駅経由 立川駅北口行

## 周辺施設
- 野山北・六道山公園（釣堀、バードウォッチング、遊びの森）
- 武蔵村山市歴史民俗資料館
- かたくりの湯